# Oswaldo Westphal
Oswaldo Westphal (nascido Oswald Ludwig Westphal; Orleans, 7 de maio de 1908 — Braço do Norte, 24 de março de 1971) foi um industrial e político brasileiro.

## Vida
Filho de Roberto Westphal (Colônia Santa Isabel, 22 de agosto de 1876 — Braço do Norte, 22 de maio de 1939), morto aos 62 anos de idade, e Domitildes Fernandes da Luz Westphal (7 de outubro de 1884 — 12 de janeiro de 1912), morta aos 27 anos de idade. Em 15 de julho de 1929 casou com Adelina Speck Westphal (Braço do Norte, 14 de maio de 1910 — Braço do Norte, 24 de outubro de 2003), morta aos 93 anos de idade, consórcio do qual nasceram Wilson Westphal, Wally Westphal Sandrini, Edison Westphal e Robinson Westphal.
Seu pai Roberto Westphal quando residia em Orleans foi músico bombardonista da Banda Musical Estrela do Oriente. Outros membros da família Westphal componentes da banda Estrela do Oriente foram: Rodolfo Westphal (pistão), Augusto Westphal (contrabaixo), Walter Westphal (contrabaixo) e Carlos Westphal (requinta).

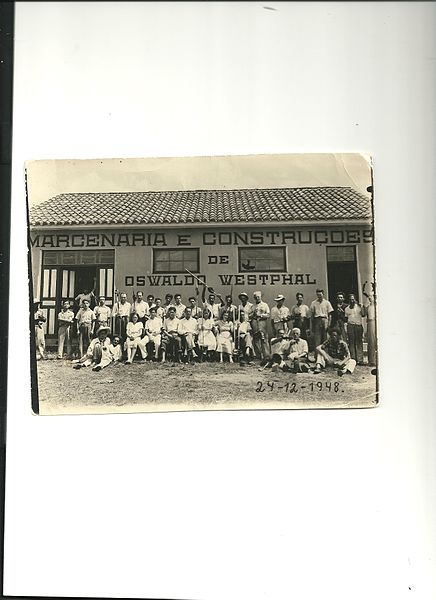
Confraternização de natal da marcenaria de Oswaldo Westphal, em 24 de dezembro de 1948. De pé, da esquerda para a direita, 22 pessoas: 1. Não identificado, 2. Augustinho Sombrio, 3. José Fernandes, 4. Não identificado, 5. Rômulo, 6. Gabriel Guze, 7. Não identificado, 8. Lázaro Garbelotto (filho de Enedina Cunha Garbelotto e Eurico "Tato" Garbelotto), 9. Rodolfo Westphal (Dinha), 10. Clodoaldo Garbelotto (Neno), irmão de Lázaro Garbelotto, 11. Osvaldo Batista Uliano (Têco), 12. Amândio, 13. Antônio Luciano Luís (Nico), 14. Não identificado, 15. Não identificado, 16. Carlos Witthinrich, 17. José Pinter, 18. Mika, 19. Manuel Jacó Althoff, 20. Não identificado, 21. Não identificado, 22. Não identificado. Agachados e sentados, da esquerda para a direita, 12 pessoas: 23. Não identificado, 24. Eugênio Uliano (Eti), 25. Wally Westphal, 26. Edison Westphal, 27. Wilson Westphal, 28. Oswaldo Westphal, 29. Adelina Speck Westphal, 30. Eloá Cunha Westphal (Lola), 31. Tancredo Westphal, 32. Não identificado, 33. Vergílio João Batista Uliano (Beta), 34. Teodoro Siebert

Em 1918 mudou a residência de Orleans para Braço do Norte, onde inicialmente trabalhou como agricultor. Em 1938 adquiriu a marcenaria de Carlos Witthinrich, transformada então em fábrica de esquadrias, que depois evoluiu para a Indústria de Móveis e Esquadrias Oswaldo Westphal e Filhos.

## Carreira
Foi um dos fundadores do Partido Social Democrático (PSD) em Braço do Norte, sendo presidente do partido até sua extinção, através do Ato Institucional Número Dois (AI-2), em 27 de outubro de 1965.
Foi um dos fundadores do Clube Cruzeiro, sendo também seu presidente. Também fundou e presidiu o Hospital Santa Terezinha (HST).
A lei estadual 8491/91, de 18 de dezembro de 1991, denomina de Rodovia Oswaldo Westphal a SC-439, que liga Braço do Norte a Grão-Pará.

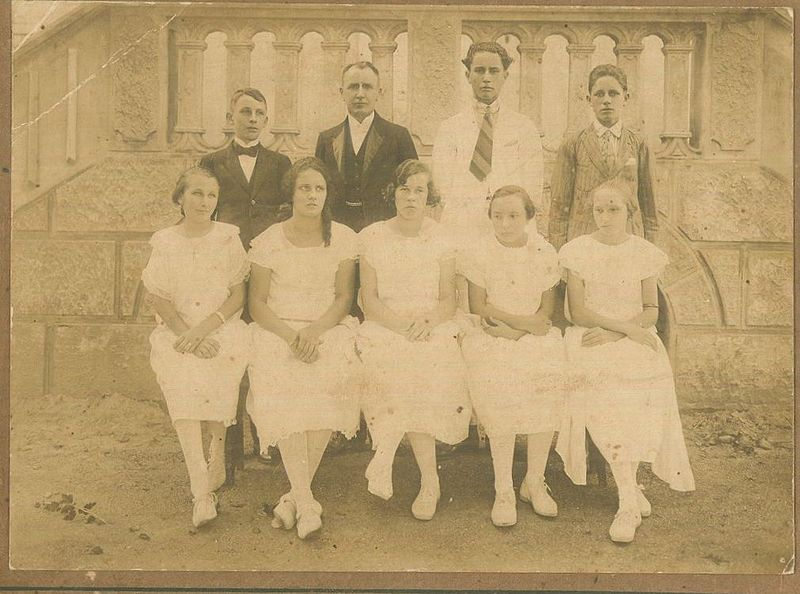
Primeira comunhão em 22 de março de 1925.[nota 1]
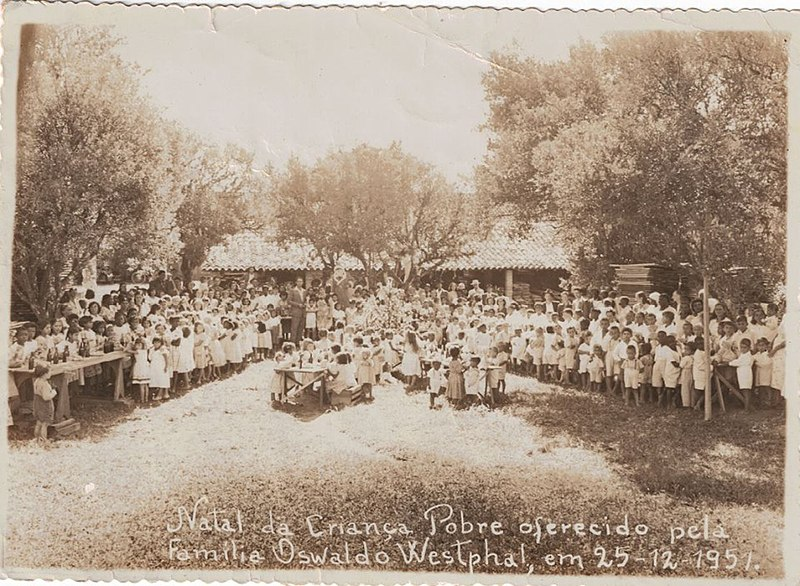
Natal da Criança Pobre, oferecido pela Família Oswaldo Westphal, em 25 de dezembro de 1951
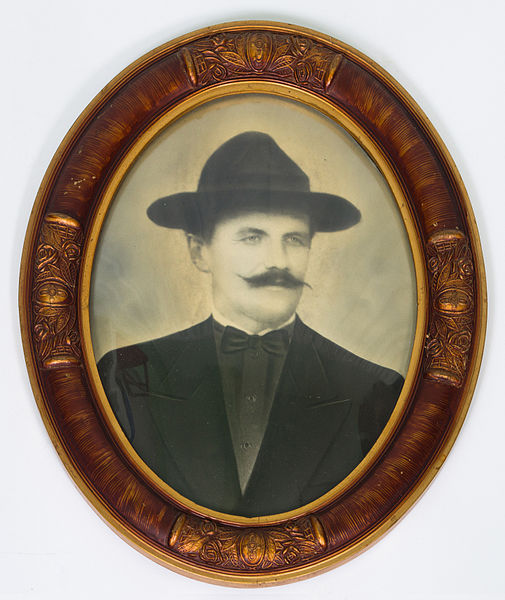
Roberto Westphal, trajando luto por sua mulher Domitildes Fernandes da Luz, falecida em 12 de janeiro de 1912
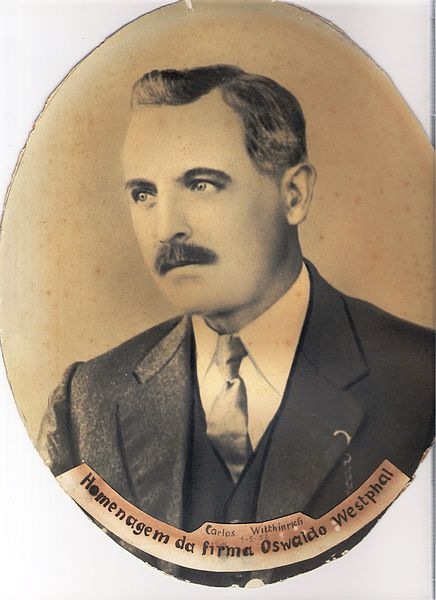
Carlos Witthinrich, mais conhecido como "Calo Witt"
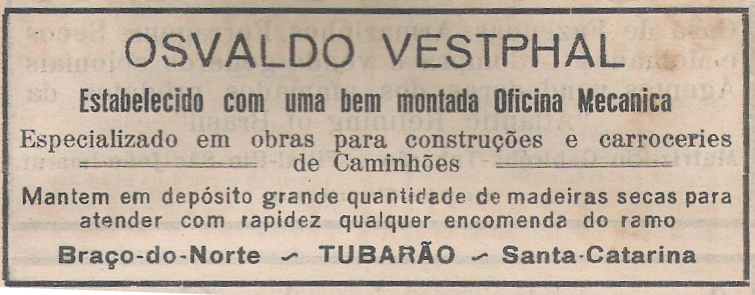
Oficina mecânica, inserção comercial no "Guia do estado de S. Catharina", 1941
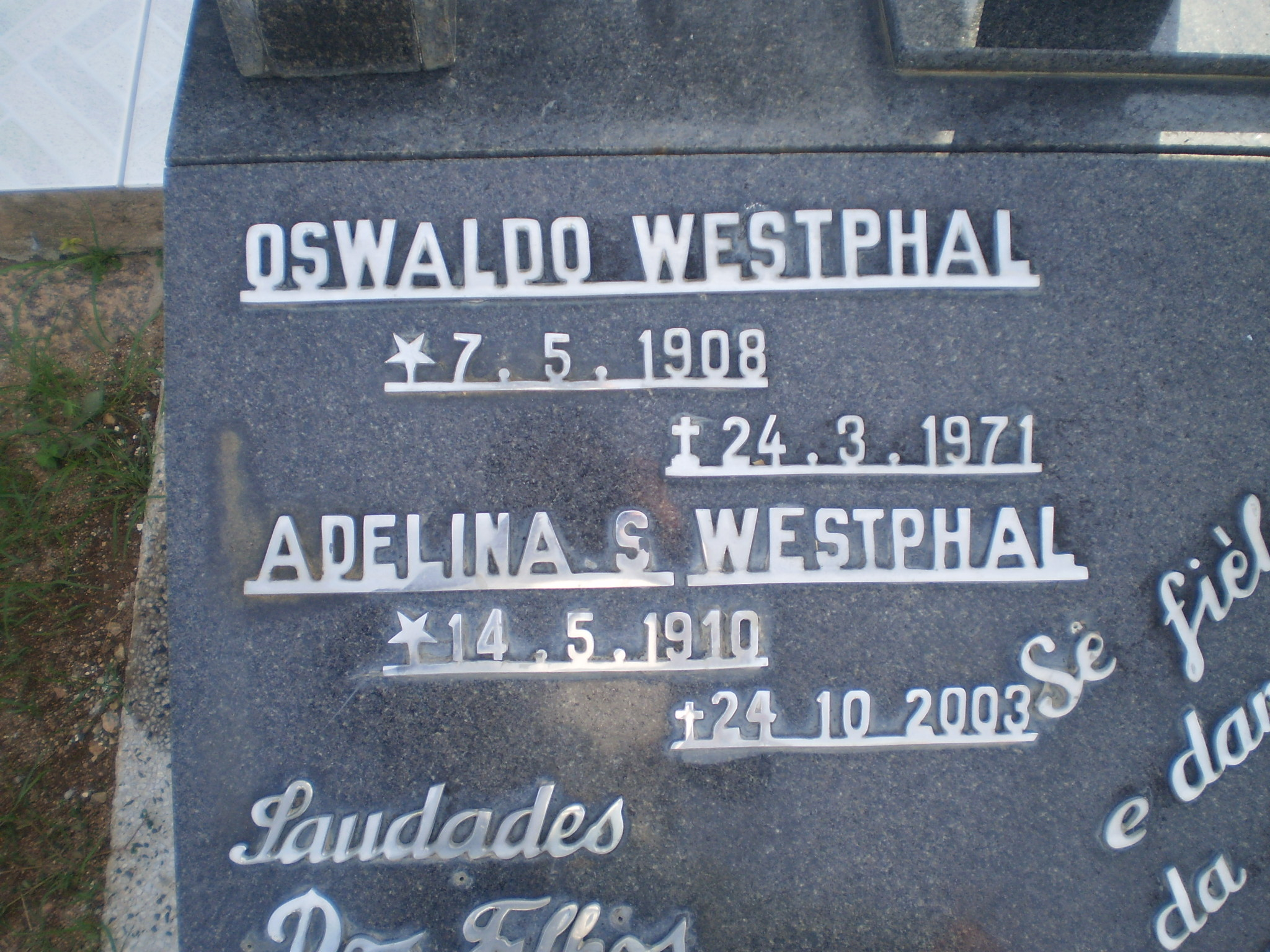
Lápide, Cemitério Municipal de Braço do Norte
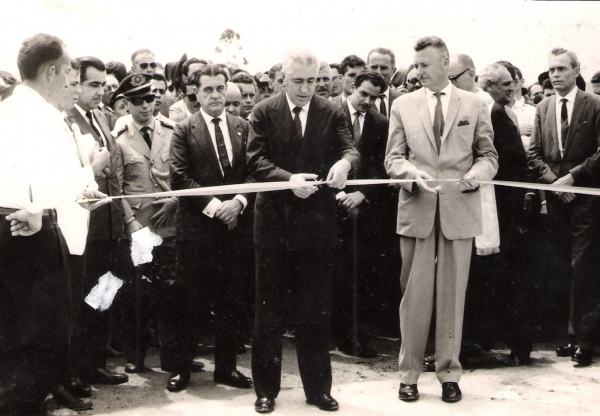
Inauguração da ponte rodoviária sobre o rio Braço do Norte, 1963[nota 2]
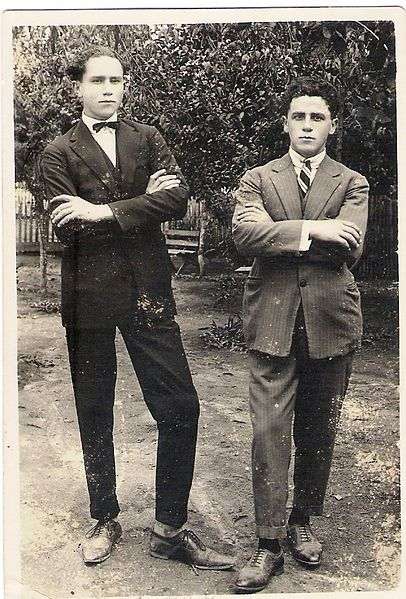
Oswaldo Westphal (esquerda) e seu cunhado Vergílio João Batista Uliano (mais conhecido como Beta), filho de Jacó Batista Uliano, casado com sua irmã mais velha Marta Westphal Uliano